# Clydonodozus punctulatus
Clydonodozus punctulatus is een tweevleugelige uit de familie steltmuggen (Limoniidae). De soort komt voor in het Oriëntaals gebied.